# Tucson Jennie's Heart
Tucson Jennie's Heart è un cortometraggio muto del 1918. Il nome del regista non viene riportato nei credit del film.

## Produzione
Il film fu prodotto dalla Vitagraph Company of America (come Broadway Star Features).

## Distribuzione
Il film - un cortometraggio in due bobine - fu distribuito nelle sale statunitensi dalla General Film Company.